# Håkan Sundquist
Håkan Axlander Sundquist, född 22 september 1965, är en svensk författare, konstnär och musiker. 
Sundquist har tillsammans med Jerker Eriksson, under pseudonymen Erik Axl Sund, skrivit trilogin Victoria Bergmans svaghet, som består av böckerna Kråkflickan (2010), Hungerelden (2011) och den avslutande delen Pythians anvisningar, (2012). Böckerna är numera sålda till 33 länder och våren 2014 utkommer Crowgirl i USA (Knopf).
Sundquist har spelat bas i I love you baby!, Metal Mean Machine och Los Bohemos.